# Charles Kent (norsk författare)
Charles Kent, född 4 september 1880 i Kristiania, död 27 februari 1938 i Oslo, var en norsk författare.
Kent skildrade i melodisk vers, fylld av resignation, sin ungdoms Oslo. Bland hans romaner märks Juninætter (1916), Min ungdoms By og andre Vers (1921) och Den gode Strid (1928). Han gjorde sig även känd som en utsökt essayist och reseskildrare med verk som Dagdrømmen (1919), Under norsk flag (1925), Amerika rundt (1926) och Vestindiefart (1929).